# Saint-Armel (Morbihan)
Saint-Armel (bretonisch Sant-Armael) ist eine französische Gemeinde mit 885 Einwohnern (Stand 1. Januar 2022) im Département Morbihan in der Region Bretagne.

## Geografie
Saint-Armel liegt am Golf von Morbihan im Süden des Départements Morbihan. Bis nach Vannes sind es (Luftlinie) ungefähr zehn Kilometer. Das Gemeindegebiet gehört zum Regionalen Naturpark Golfe du Morbihan. Nachbargemeinden sind Séné im Norden, Le Hézo im Nordosten sowie Sarzeau im Süden. Zur Gemeinde gehören die Inseln Île Tascon und Île Bailleron.

## Bevölkerungsentwicklung
| Jahr      | 1962 | 1968 | 1975 | 1982 | 1990 | 1999 | 2006 | 2012 | 2019 |
| Einwohner | 305  | 270  | 295  | 500  | 661  | 707  | 796  | 861  | 873  |

## Sehenswürdigkeiten
- Kirche Saint-Armel (erbaut 1855–1859)
- Herrenhaus von Le Mené aus dem 16. Jahrhundert
- Bauernhaus auf der Insel Tascon aus dem 18. Jahrhundert

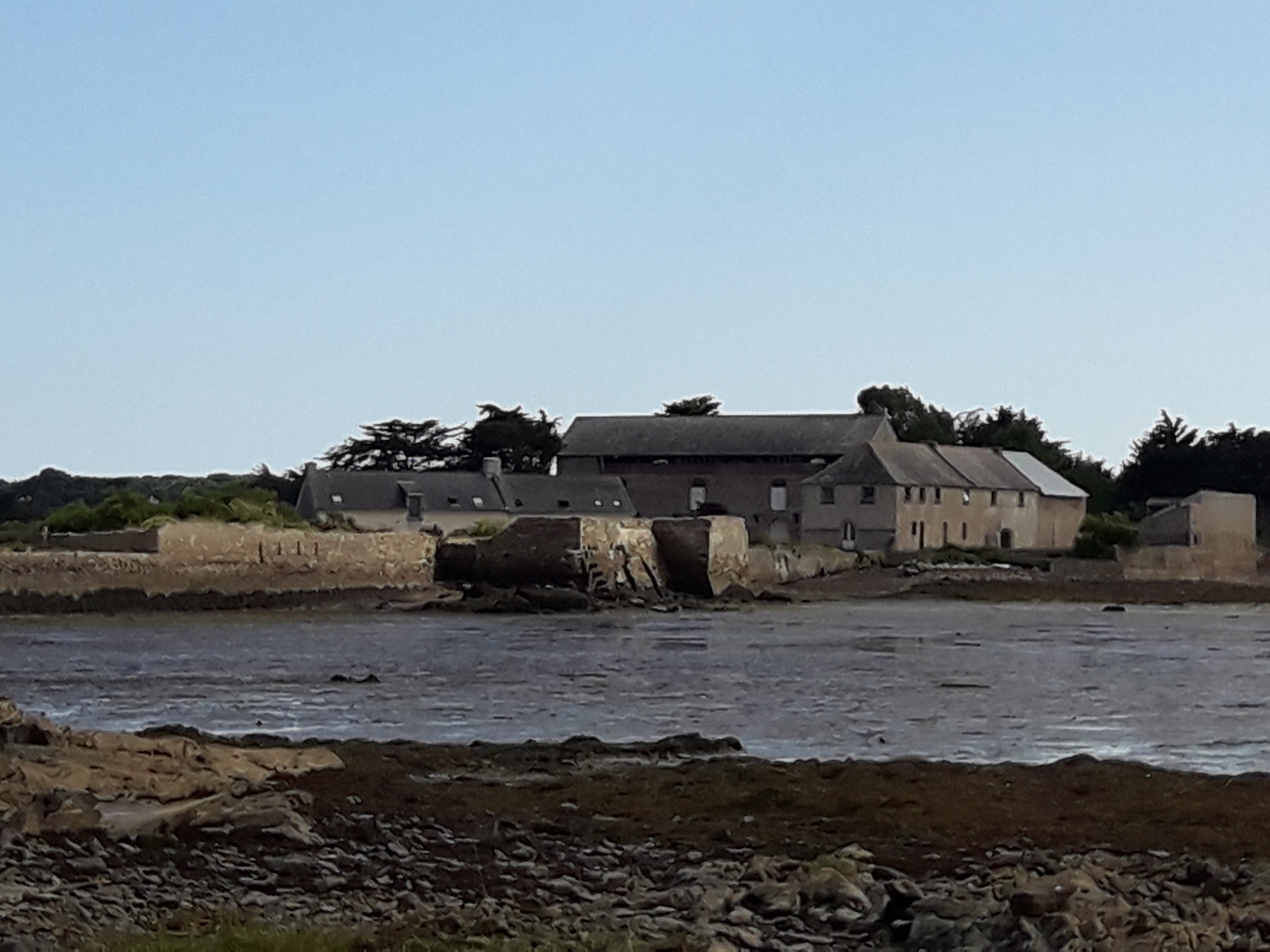
Gezeitenmühle von Ludré

- Haus aus dem Jahr 1781
- Wassermühle in La Motte
- Inseln
- Feuchtgebiete von Lasné und Ludré